# Ken McGregor

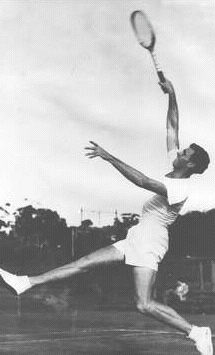
Ken McGregor

Ken McGregor (* 2. Juni 1929 in Adelaide, South Australia; † 1. Dezember 2007 ebenda) war ein australischer Tennisspieler.

## Karriere
| Jahr                                                 | Tennisspieler(in)                             | Wettbewerb     |
| ---------------------------------------------------- | --------------------------------------------- | -------------- |
| 1938                                                 | Don Budge                                     | Herreneinzel   |
| 1951                                                 | Ken McGregor Frank Sedgman                    | Herrendoppel   |
| 1953                                                 | Maureen Connolly                              | Dameneinzel    |
| 1960                                                 | Maria Bueno mit verschiedenen Partnerinnen    | Damendoppel    |
| 1962                                                 | Rod Laver                                     | Herreneinzel   |
| 1963                                                 | Margaret Smith Ken Fletcher                   | Mixed          |
| 1965                                                 | Margaret Smith mit verschiedenen Partnern     | Mixed          |
| 1967                                                 | Owen Davidson mit verschiedenen Partnerinnen  | Mixed          |
| 1969                                                 | Rod Laver                                     | Herreneinzel   |
| 1970                                                 | Margaret Court                                | Dameneinzel    |
| 1983                                                 | Stefan Edberg                                 | Junioreneinzel |
| 1984                                                 | Martina Navratilova Pam Shriver               | Damendoppel    |
| 1988                                                 | Steffi Graf                                   | Dameneinzel    |
| 1998                                                 | Martina Hingis mit verschiedenen Partnerinnen | Damendoppel    |
|  mit verschiedenen Partnern  Golden Slam fett Einzel |                                               |                |

In den Jahren 1950 und 1951 erreichte McGregor das Finale der Australian Open, 1951 zudem das Finale in Wimbledon, doch konnte er diese Endspiele nicht gewinnen. Erst 1952 war er im Einzel bei den Australian Open erfolgreich.
Im Doppel konnte er 1951 und 1952 die Turniere in Wimbledon, in Forest Hills und bei den Australian Open gewinnen. Mit dem Erfolg bei den US Open gewann er mit seinem Landsmann Frank Sedgman 1951 den Grand Slam im Doppel.
1999 wurde er in die International Tennis Hall of Fame aufgenommen.